# Хаджи Тургут джамия
Хаджи Тургут джамия, още Хаджи Дургут джамия или Кръст джамия (на македонска литературна норма: Хаџи Тургут џамија; на турски: Hacı Turgud Camii; на албански: Xhamia e Haxhi Durgutit), е мюсюлмански храм, намиращ се в град Охрид, Северна Македония. Сградата е обявена за важно културно наследство на Северна Македония.
Джамията е изградена в 1466 година. Разположена е между улица „7-и ноември“ северозападно от нея и улица „Марко Нестороски“ на юг. В основата си има квадратна форма, над коя се издига осмоъгълен купол. Минарето е високо около 20 m. Квадратната основа на храма е иззидана от бигор и варов хоросан, а куполът – от бигор и тухли с варов хоросан. Минарето също е от бигор, измазано с варов хоросан. Покривът е бил от турски керемиди. В интериора има дървена ламперия по стените и дървени тавани. Автентичният вид на храма е почти напълно запазен.